# Yasuhito, Príncipe Chichibu
Yasuhito, Príncipe Chichibu (25 de junho de 1902 — 4 de janeiro de 1953), também conhecido como príncipe Yasuhito, foi o segundo filho do imperador Taisho e irmão mais novo do imperador Showa. Como membro da Família Imperial Japonesa, patrocinou inúmeras organizações esportivas, médicas e de intercâmbio internacional. Antes e depois da Segunda Guerra Mundial, o príncipe (que falava inglês fluentemente) e sua esposa tentaram manter boas relações entre o Japão e o Reino Unido, e desfrutaram de um bom relacionamento com a Família Real Britânica. Como outros príncipes do Império do Japão em sua geração, Yasuhito foi oficial de carreira do Exército Imperial Japonês. Também, como todos os outros membros da família imperial, foi isentado de acusações criminais perante o Tribunal de Tóquio, por questões de realpolitik.
No pós-guerra, Yasuhito chegou até a ser cogitado como regente, em substituição ao imperador Showa. Ele faleceu em 4 de janeiro de 1953, de tuberculose.

## Títulos
- 25 de junho de 1902 - 26 de maio de 1922: Sua Alteza Imperial o  o Príncipe Atsu
- 26 de maio de 1922 - 24 de janeiro de 1953: Sua Alteza Imperial o  o Príncipe Chichibu
  - 25 de dezembro de 1926 - 23 de dezembro de 1933: Sua Alteza Imperial o Príncipe Herdeiro do Japão (até nascimento do sobrinho Akihito)

## Galeria

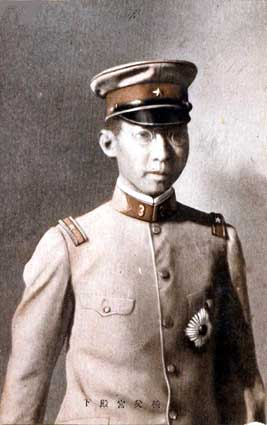
Yasuhito por volta dos vinte anos
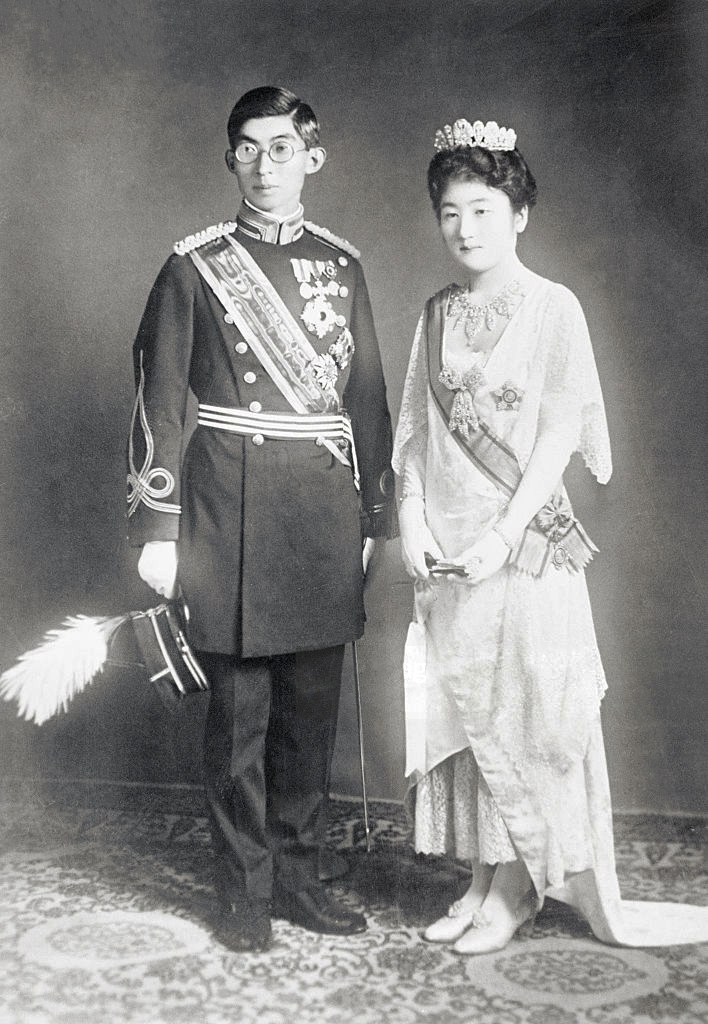
Casamento de Yasuhito
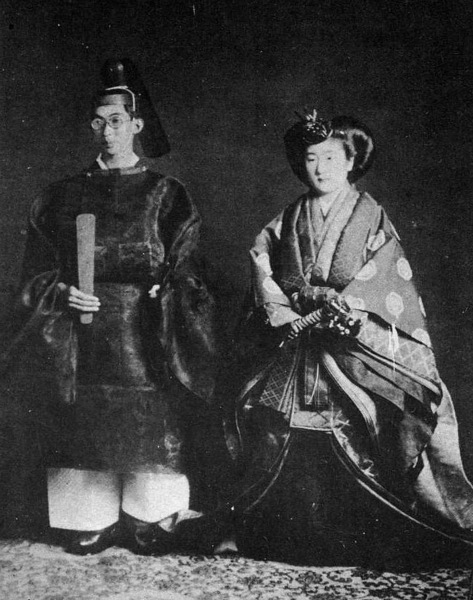
Casamento de Yasuhito
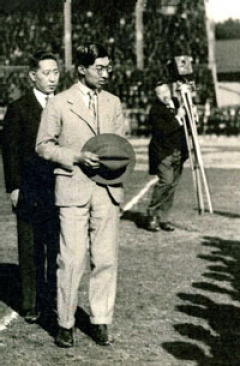
Yasuhito num estádio
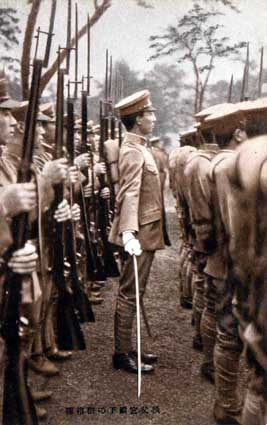
Yasuhito em Hirosaki
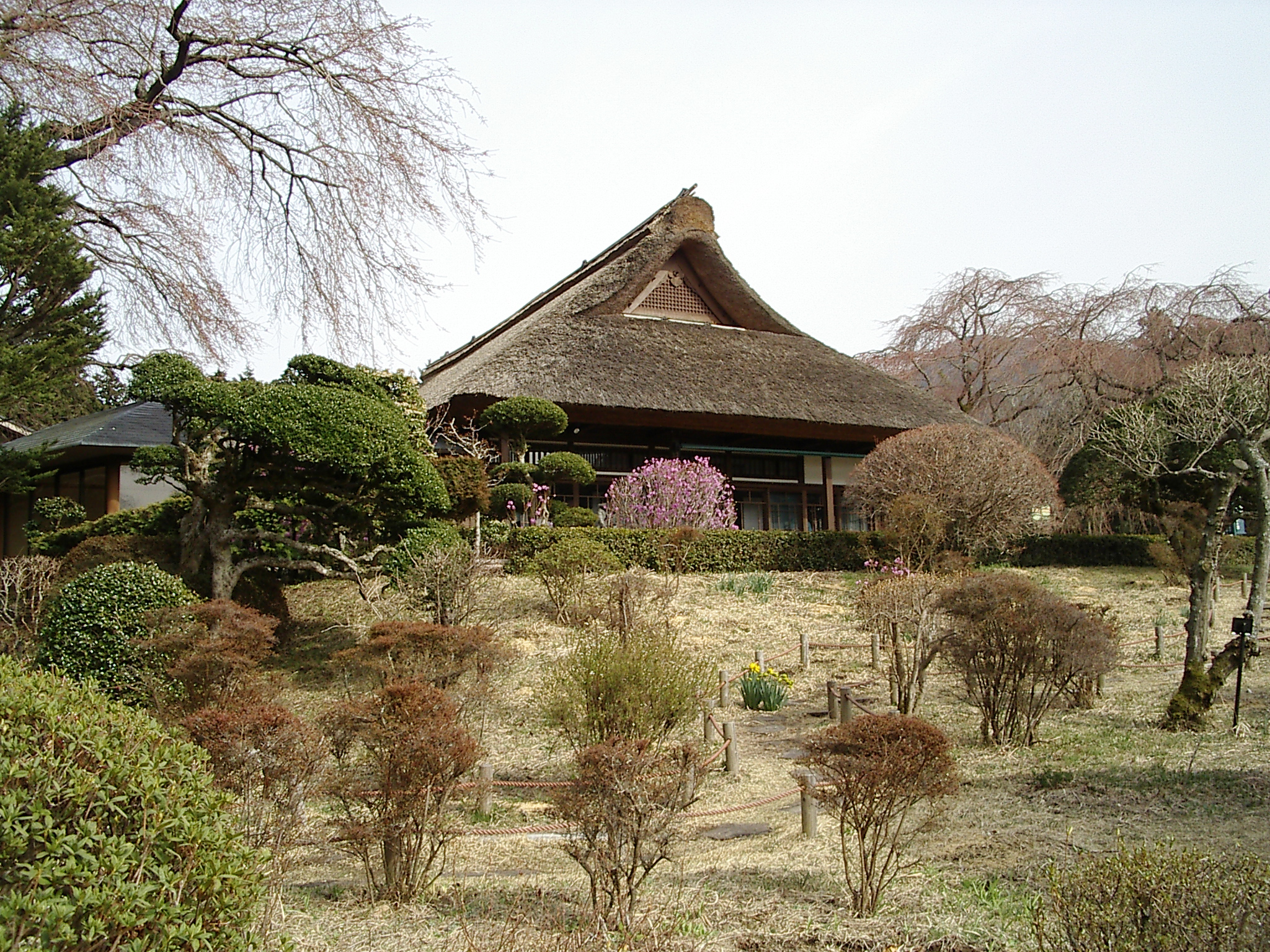
Antiga vila de Yasuhito em Gotemba
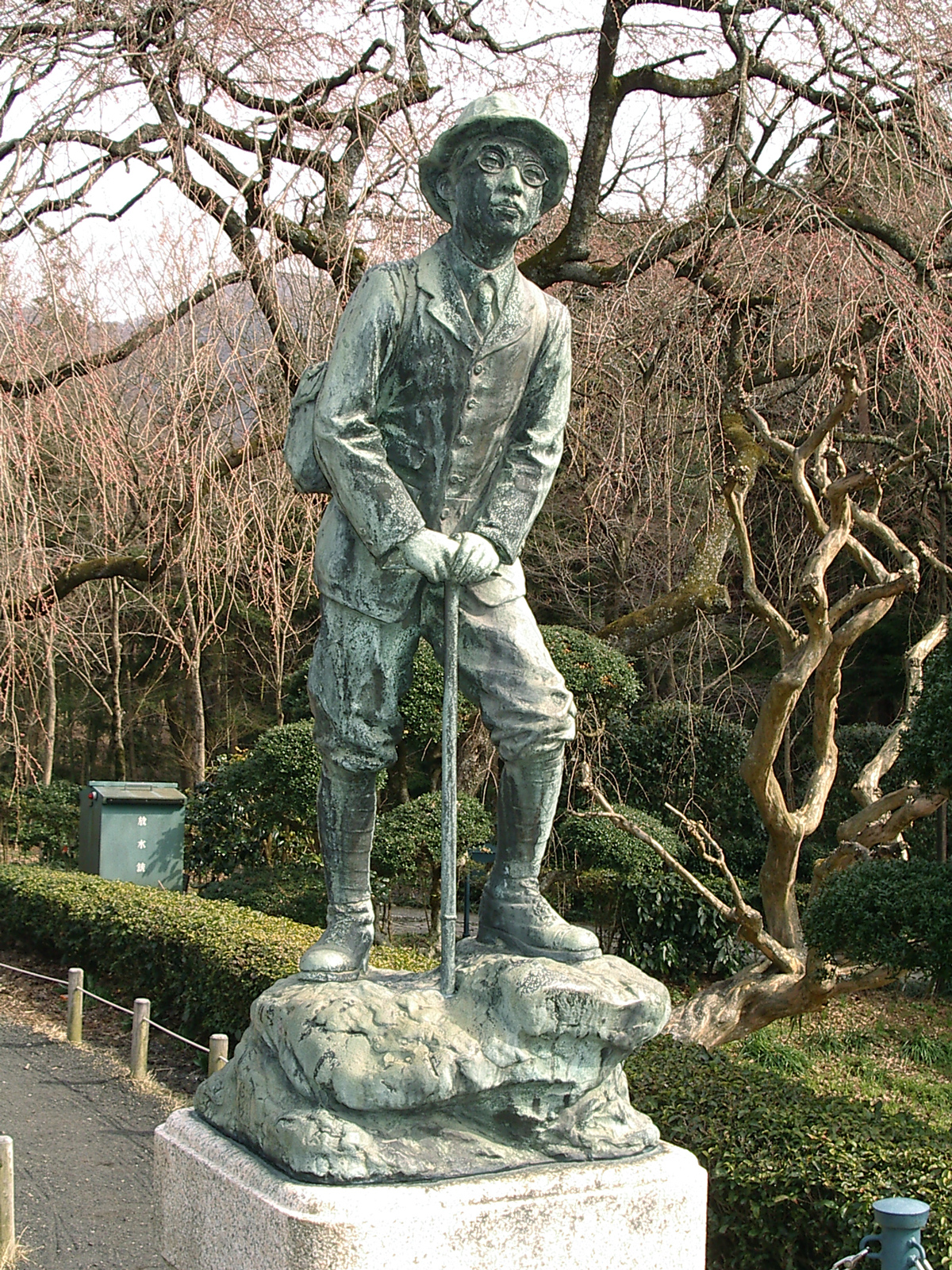
Estátua de Yasuhito